# Jubilacja
Jubilacja – w chorale gregoriańskim melizmatyczny odcinek muzyczny, długa wokaliza śpiewana na jednej sylabie. Spotykany jest najczęściej na ostatniej sylabie słowa Alleluja: sylaba ta jest przeciągana poprzez podłożenie (interpolację – rodzaj tropu) pod nią wielu dźwięków. Jubilacje przyczyniły się do powstania sekwencji.

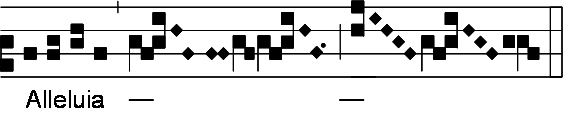
Melizmat-jubilacja na słowie Alleluia w Vigilia Nativitatis